# 扬·斯梅肯斯
扬·斯梅肯斯（荷蘭語：Jan Smeekens，1987年2月11日—），荷兰男子速度滑冰运动员。他曾代表荷兰参加2010年、2014年和2018年冬季奥林匹克运动会速度滑冰比赛，获得一枚银牌。